# Emadara
Emadara (絵～エマダラ～斑) é o terceiro álbum de estúdio da banda japonesa Laputa, lançado em 25 de junho de 1997 pela Toshiba EMI. Foi produzido por Laputa e Masanori Ohyama. O single " Eve ~Last night for you~" foi usado como trilha sonora do programa de televisão Countdown TV.
Foi selecionado como um dos melhores álbuns de 1989 a 1998 em uma edição da revista musical Band Yarouze.

## Recepção
Alcançou a 24ª posição na Oricon Albums Chart e permaneceu na parada por quatro semanas. Vendeu cerca de 28,520 cópias oficialmente.
Em crítica ao álbum, CD Journal expressa: "Um som estável que absorve firmemente hard rock e heavy metal com vocais que cantam romance narcisista com muita emoção" e chama Laputa de "candidato a herói do rock visual kei".

## Faixas
Os títulos são estilizados em maiúsculas.
| N.º            | Título                  | Duração |  |
| 1.             | "Alkaloid"              | 3:52    |  |
| 2.             | "Lowspirited"           | 4:08    |  |
| 3.             | "Monochrome"            | 4:39    |  |
| 4.             | "Reincarnation Morning" | 4:36    |  |
| 5.             | "Move on Darkness"      | 5:06    |  |
| 6.             | "B.C"                   | 4:13    |  |
| 7.             | "Mark Mars"             | 3:59    |  |
| 8.             | "Over Mind"             | 5:01    |  |
| 9.             | "Eve"                   | 5:14    |  |
| 10.            | "Stay"                  | 3:58    |  |
| 11.            | "Freesia"               | 5:25    |  |
| Duração total: | Duração total:          | 50:16   |  |

## Ficha técnica
- Aki - vocais
- Kouichi - guitarra
- Junji - baixo
- Tomoi - bateria
- Masanori Ohyama - produção